# Deania profundorum
Deania profundorum är en hajart som först beskrevs av Smith och Lewis Radcliffe 1912.  Deania profundorum ingår i släktet Deania och familjen Centrophoridae. Inga underarter finns listade i Catalogue of Life.
Arten har flera från varandra skilda populationer i havet i östra Atlanten, kring Azorerna, söder om Madagaskar och kring Filippinerna. Den vistas i regioner som ligger 200 till 1800 meter under havsytan. Exemplaren blir upp till 97 cm långa. Könsmognaden infaller för honor vid en längd av 62 till 80 cm och för hannar vid 43 till 67 cm. Honor lägger inga ägg utan föder 5 till 7 ungar som vid födelsen är cirka 31 cm långa. Uppskattningsvis är den maximala livslängden 37 år.
Några exemplar hamnar som bifångst i fiskenät och Deania profundorum fiskas som matfisk. Hela populationen minskar lite. IUCN kategoriserar arten globalt som nära hotad.